# Altiplania inornata
Altiplania inornata là một loài bướm đêm trong họ Noctuidae.